# Карамишев Борис Павлович
Карамишев Борис Павлович (15 травня 1915, Петроград, Російська імперія — 29 вересня 2003, Москва, Росія) — радянський, російський композитор, диригент, керівник естрадного оркестру «Блакитний екран». Заслужений діяч мистецтв РРФСР (1980).

## Біографічні відомості
Народився 15 травня 1915 р. в Петрограді. У 1939 р. закінчив Ленінградське музичне училище по кл. композиції і по кл. диригування. 
У 1934—1939 рр. — керівник Ленінградського молодіжного естрадного оркестру. 
У 1939—1941 рр. — керівник червоноармійського оркестру. 
У 1941—1945 рр. — начальник фронтових зразково-показових духових оркестрів. 
У 1952—1955 — диригент естрадного оркестру саду «Ермітаж» в Москві. 
У 1956—1964 — диригент інструментального ансамблю Всесоюзного радіо «Маяк». 
З 1965 р. — художожественний керівник і головний диригент концертно-естрадного оркестру «Блакитний екран».

## Фільмографія
Автор музики до фільмів:
- «Пе-коптер!» (1956)
- «Орлятко» (1957)
- «Зелений фургон» (1959, у співавт. з I. Якушенком)
- «На зеленій землі моїй» (1959)
- «Повернення» (у співавт. з М. Машкіним)
- «Степові світанки» (1960)
- «Компань'єрос» (1962)
- «Ми вас любимо» (1962)
- «Наш чесний хліб» (1964, у співавт. з Л. Бакаловим)
- «Вірність» (1965)
- «Маленький утікач» (1966, СРСР—Японія)
- «Вершники» (1972, т/ф, 2 а)
- «Недопесок Наполеон III» (1978)
- «Семеро солдатиків» (1982) та ін.